# Collegio elettorale di Chioggia (Camera dei deputati)
Il collegio di Chioggia fu un collegio elettorale uninominale della Repubblica Italiana per l'elezione della Camera dei deputati. Apparteneva alla circoscrizione Veneto 2 e fu utilizzato per eleggere un deputato nella XII, XIII e XIV legislatura.
Venne istituito nel 1993 con la cosiddetta Legge Mattarella (Legge n. 277, Nuove norme per l'elezione della Camera dei deputati), attuata in seguito al referendum abrogativo del 1993. La legge istituì per la Camera dei deputati e per il Senato della Repubblica un sistema di elezione misto, in parte maggioritario e in parte proporzionale. Il 75% dei parlamentari dell'assemblea veniva eletto in collegi uninominali tramite sistema maggioritario a turno unico; il restante 25% alla Camera veniva eletto tramite sistema proporzionale con liste bloccate.
Il collegio venne abolito insieme a tutti gli altri che costituivano la Camera con la promulgazione della legge elettorale successiva, la cosiddetta Legge Calderoli. Questa prevedeva un sistema proporzionale con premio di maggioranza, che alla Camera veniva attribuito a livello nazionale.

## Territorio
Il collegio di Chioggia era uno dei 37 collegi uninominali in cui era suddiviso il Veneto e, come previsto dal D.Lgs. del 20 dicembre 1993 n. 536, era interamente compreso nella provincia di Venezia e comprendeva i seguenti comuni: Campagna Lupia, Campolongo Maggiore, Camponogara, Cavarzere, Chioggia, Cona, Fiesso d'Artico, Fossò, Stra e Vigonovo.

## Eletti
| Elezione | Elezione | Deputato        | Partito                 |
| -------- | -------- | --------------- | ----------------------- |
|          | 1994     | Giuliano Godino | Polo delle Libertà (FI) |
|          | 1996     | Paolo Peruzza   | L'Ulivo (PDS)           |
|          | 2001     | Cesare Campa    | Casa delle Libertà (FI) |

## Dati elettorali

### XII legislatura

#### Risultati proporzionale
| Coalizioni        | Coalizioni            | Liste                       | Liste                              | Voti   | %     |
| ----------------- | --------------------- | --------------------------- | ---------------------------------- | ------ | ----- |
|                   | Polo delle Libertà    |                             | Forza Italia                       | 26.070 | 29,22 |
|                   | Polo delle Libertà    | Lega Nord                   | 11.965                             | 13,41  |       |
| Totale coalizione | Totale coalizione     | 38.035                      | 42,63                              |        |       |
|                   | Progressisti          |                             | Partito Democratico della Sinistra | 17.586 | 19,71 |
|                   | Progressisti          | Rifondazione Comunista      | 7.093                              | 7,95   |       |
|                   | Progressisti          | Federazione dei Verdi       | 3.049                              | 3,42   |       |
|                   | Progressisti          | Partito Socialista Italiano | 2.066                              | 2,32   |       |
| Totale coalizione | Totale coalizione     | 29.794                      | 33,40                              |        |       |
|                   | Patto per l'Italia    |                             | Partito Popolare Italiano          | 13.415 | 15,04 |
|                   | Alleanza Nazionale    | Alleanza Nazionale          | Alleanza Nazionale                 | 5.593  | 6,27  |
|                   | Lega Autonomia Veneta | Lega Autonomia Veneta       | Lega Autonomia Veneta              | 2.369  | 2,66  |
| Totale            | Totale                | Totale                      | Totale                             | 89.206 |       |

#### Risultati uninominale
|                               | Giuliano Godino ✔️ Eletto | Polo delle Libertà (FI - LN - CCD - UDC) | 38 559 | 43,79 |  |  |  |  |  |
|                               | Giuseppe Marchese         | Progressisti                             | 25 754 | 29,25 |  |  |  |  |  |
|                               | Piergiorgio Bighin        | Patto per l'Italia                       | 13 674 | 15,53 |  |  |  |  |  |
|                               | Simonetta Pirredda        | Alleanza Nazionale                       | 5 793  | 6,58  |  |  |  |  |  |
|                               | Lucio Gianni              | Lega Autonomia Veneta                    | 4 281  | 4,86  |  |  |  |  |  |
| Totale                        | Totale                    | Totale                                   | 88 061 | 100   |  |  |  |  |  |
|                               |                           |                                          |        |       |  |  |  |  |  |
| Fonte: Ministero dell'interno |                           |                                          |        |       |  |  |  |  |  |

### XIII legislatura

#### Risultati proporzionale
| Coalizioni        | Coalizioni          | Liste                                     | Liste                              | Voti   | %     |
| ----------------- | ------------------- | ----------------------------------------- | ---------------------------------- | ------ | ----- |
|                   | Polo per le Libertà |                                           | Forza Italia                       | 18.376 | 21,16 |
|                   | Polo per le Libertà | Alleanza Nazionale                        | 8.711                              | 10,03  |       |
|                   | Polo per le Libertà | CCD-CDU                                   | 5.277                              | 6,08   |       |
| Totale coalizione | Totale coalizione   | 32.364                                    | 37,27                              |        |       |
|                   | L'Ulivo             |                                           | Partito Democratico della Sinistra | 16.571 | 19,08 |
|                   | L'Ulivo             | Popolari per Prodi (PPI-SVP-PRI-UD-Prodi) | 5.105                              | 5,88   |       |
|                   | L'Ulivo             | Rinnovamento Italiano                     | 4.181                              | 4,82   |       |
|                   | L'Ulivo             | Federazione dei Verdi                     | 2.469                              | 2,84   |       |
| Totale coalizione | Totale coalizione   | 28.326                                    | 32,62                              |        |       |
|                   | Lega Nord           | Lega Nord                                 | Lega Nord                          | 18.156 | 20,91 |
|                   | Progressisti        |                                           | Rifondazione Comunista             | 7.986  | 9,20  |
| Totale            | Totale              | Totale                                    | Totale                             | 86.832 |       |

#### Risultati uninominale
|                               | Paolo Peruzza ✔️ Eletto | L'Ulivo - Lega Autonomia Veneta | 34 471 | 40,45 |  |  |  |  |  |
|                               | Giuliano Godino         | Polo per le Libertà             | 30 401 | 35,67 |  |  |  |  |  |
|                               | Silvio Trevisan         | Lega Nord                       | 20 348 | 23,88 |  |  |  |  |  |
| Totale                        | Totale                  | Totale                          | 85 220 | 100   |  |  |  |  |  |
|                               |                         |                                 |        |       |  |  |  |  |  |
| Fonte: Ministero dell'interno |                         |                                 |        |       |  |  |  |  |  |

### XIV legislatura

#### Risultati proporzionale
| Coalizioni        | Coalizioni                         | Liste                                 | Liste                              | Voti   | %     |
| ----------------- | ---------------------------------- | ------------------------------------- | ---------------------------------- | ------ | ----- |
|                   | Casa delle Libertà                 |                                       | Forza Italia                       | 27.235 | 32,55 |
|                   | Casa delle Libertà                 | Alleanza Nazionale                    | 5.559                              | 6,64   |       |
|                   | Casa delle Libertà                 | Lega Nord                             | 4.763                              | 5,69   |       |
|                   | Casa delle Libertà                 | CCD-CDU                               | 3.220                              | 3,85   |       |
|                   | Casa delle Libertà                 | Nuovo PSI                             | 920                                | 1,10   |       |
| Totale coalizione | Totale coalizione                  | 41.697                                | 49,83                              |        |       |
|                   | L'Ulivo                            |                                       | Democratici di Sinistra            | 14.786 | 17,67 |
|                   | L'Ulivo                            | La Margherita (Dem - PPI - RI- UDEUR) | 9.103                              | 10,88  |       |
|                   | L'Ulivo                            | Il Girasole (FdV - SDI)               | 2.476                              | 2,96   |       |
|                   | L'Ulivo                            | Comunisti Italiani                    | 1.114                              | 1,33   |       |
| Totale coalizione | Totale coalizione                  | 27.479                                | 32,84                              |        |       |
|                   | Rifondazione Comunista             | Rifondazione Comunista                | Rifondazione Comunista             | 5.721  | 6,84  |
|                   | Lista Di Pietro                    | Lista Di Pietro                       | Lista Di Pietro                    | 3.430  | 4,10  |
|                   | Lista Pannella - Bonino            | Lista Pannella - Bonino               | Lista Pannella - Bonino            | 1.953  | 2,33  |
|                   | Movimento Sociale Fiamma Tricolore | Movimento Sociale Fiamma Tricolore    | Movimento Sociale Fiamma Tricolore | 1.185  | 1,42  |
|                   | Democrazia Europea                 | Democrazia Europea                    | Democrazia Europea                 | 1.085  | 1,30  |
|                   | Liga Fronte Veneto                 | Liga Fronte Veneto                    | Liga Fronte Veneto                 | 973    | 1,16  |
|                   | Paese Nuovo                        | Paese Nuovo                           | Paese Nuovo                        | 79     | 0,09  |
|                   | Abolizione scorporo                | Abolizione scorporo                   | Abolizione scorporo                | 65     | 0,08  |
| Totale            | Totale                             | Totale                                | Totale                             | 83.667 |       |

#### Risultati uninominale
|                               | Cesare Campa ✔️ Eletto      | Casa delle Libertà | 37 158 | 44,72 |  |  |  |  |  |
|                               | Clara Salviato              | L'Ulivo            | 35 720 | 42,99 |  |  |  |  |  |
|                               | Giorgio Bibi Boscolo        | Lista Di Pietro    | 4 190  | 5,04  |  |  |  |  |  |
|                               | Donatella Zampaolo Cecchini | Democrazia Europea | 3 067  | 3,69  |  |  |  |  |  |
|                               | Alberto Perini              | Fiamma Tricolore   | 2 962  | 3,56  |  |  |  |  |  |
| Totale                        | Totale                      | Totale             | 83 097 | 100   |  |  |  |  |  |
|                               |                             |                    |        |       |  |  |  |  |  |
| Fonte: Ministero dell'interno |                             |                    |        |       |  |  |  |  |  |